# L'Île de la mort
Pour plus de détails, voir Fiche technique et Distribution.
L'Île de la mort est un film français réalisé en 1922 par E.B. Donatien, sorti en 1923.

## Fiche technique
- Titre : L'Île de la mort
- Réalisation : Émile-Bernard Donatien
- Scénario : Charles-Félix Tavano
- Photographie : Louis Dubois
- Décors : Donatien
- Production : Films Donatien
- Pays de production :  France
- Durée : 55 minutes
- Date de sortie : 
  - France : 13 décembre 1923

## Distribution
- Donatien : Yves Kellec
- Lucienne Legrand : Lucienne Garric
- Gaston Jacquet : Max
- André Gargour : le commandant Garric